# 基姆薩查塔山
13°39′36″S 71°2′47″W / 13.66000°S 71.04639°W
基姆薩查塔山（Quinsachata），是秘魯的山峰，位於該國南部庫斯科大區的基斯皮坎奇省，屬於安第斯山脈中韋爾卡努塔山脈的一部分，處於西維納科查湖以北、瓊皮山東北面和阿基丘瓦山西北面，海拔高度約5,442米。